# Enrico Pescatore
Enrico Pescatore est un corsaire puis amiral génois du XIIIe siècle, troisième comte de Malte et brièvement seigneur de Crète.

## Origine
Il appartiendrait à une famille noble génoise, « de Castro » ou « de Castillo ». Son nom apparait pour la première fois le 22 septembre 1203 dans un acte où il est cité « Henricus comes de Malta », c'est-à-dire Henri, comte de Malte.
Enrico a  épousé une fille (son nom est inconnu) de Guglielmo Grasso, deuxième comte de Malte, qui avait lui-même succédé à Margaritus de Brindisi.

## Comte de Malte et corsaire
Comme son beau-père Guglielmo Grasso, Enrico est d'abord un pirate qui se sert de Malte comme d'une base à ses navires, tout en continuant à utiliser les revenus de l'île à son profit. Cette activité maritime lui vaudra le surnom de Pescatore (le pêcheur).
Plus encore que Guglielmo Grasso, Enrico s'appuiera en permanence sur le soutien de Gênes, organisant une alliance tutélaire entre les activités de piraterie du comte de Malte et sa ville d'origine. Ses victimes sont choisies parmi les ennemis de Gênes, qui assure en contrepartie protection et soutien à Enrico. Si la distinction a un sens à cette époque, Enrico est donc plus corsaire que pirate, mais agit surtout à son propre profit.
Il s'associe avec un autre aventurier génois, Alamanno da Costa pour attaquer Syracuse, tenue par Pise. Ils prennent la cité le 6 août 1204, et Alamanno prend le titre de comte de Syracuse.
Vers 1204-1205, Enrico reçoit à sa cour le troubadour provençal Peire Vidal, qui célèbre Enrico en ces vers « Larcs es et arditz e cortes, et estela dels Genoes, e fai per terra e per mar tots ses enemichs tremelar » (Généreux, courtois et audacieux, il est de Gênes, et fait trembler ses ennemis, sur la terre comme sur la mer). Loin de le présenter en pirate sanguinaire, le poète fait de lui un portrait noble et flatteur.

## Seigneur de Crète
En 1206, à la tête de 5 navires et 24 galères et avec le soutien de Gènes, Enrico s'attaque à la Crète que les Vénitiens viennent d'acheter en 1204. Il parvient à expulser les troupes vénitiennes de Ranieri Dandolo, avec l'aide des habitants de La Canée. Enrico tente de se faire nommer roi de Crète par le pape Innocent III qui refuse sous la pression de Venise. Il reste un temps seigneur de Crète, mais Gènes ne peut soutenir longtemps des troupes en Crète.
Enrico est battu à Spinalonga, puis se retranche dans le château de Palékastro mais doit finalement rendre la Crète aux Vénitiens en 1211. Il obtient dans la négociation une dot importante pour le mariage de son neveu avec une Vénitienne, et lui-même se remarie avec une noble vénitienne de la famille des Basei, qui avait joué un rôle important en Crète.
De retour à Malte, il reçoit de l'empereur Frédéric II le droit de battre monnaie en janvier 1212 ; une façon pour l'empereur de s'assurer la fidélité d'un personnage capital pour la stabilité maritime de la région. En 1220 cependant, Frédéric II supprime cette faveur aux Génois pour limiter leur influence grandissante. Enrico prudemment ne se mêle pas aux ambassadeurs génois qui vont protester à la cour impériale. Il garde ainsi les faveurs de Frédéric II qui le nomme amiral de sa flotte en 1221, reprenant ainsi la charge de son beau-père Guglielmo Grasso.

## Amiral deFrédéric II
À la tête de la flotte impériale, Enrico est chargé en 1221 de soutenir Damiette, qui a été prise par les chevaliers chrétiens lors de la cinquième croisade. Mais quand il arrive, la ville est déjà tombée aux mains des Musulmans. Que ce soit pour le punir de cet échec (même s'il n'en est pas responsable) ou pour le manque de zèle d'Enrico face aux Sarrazins de Sicile, il est emprisonné brièvement et privé de son Comté,. Il est ensuite rapidement rétabli dans son titre mais semble perdre ses droits sur la garnison du Castrum maris et sur l'administration de Malte, qui passe sous l'autorité d'un fonctionnaire impérial.
En août 1225, une escadre impériale de quatorze navires, commandée par Pescatore, part pour Saint-Jean-d'Acre chercher Isabelle II de Jérusalem, future épouse de Frédéric II, et la ramène à ce dernier à Brindisi.
En 1227, l'empereur envoie Enrico accompagné de Rainaldo de Urslingen et de l'archevèque de Bari auprès du pape Honorius III. En tant que vétéran de l'expédition de Damiette, il doit exposer au pape les problèmes de la préparation de la croisade et les raisons qui ont jusque-là empêché la participation personnelle de l'empereur. Lorsque Frédéric II est excommunié par le pape Grégoire IX en 1227, Enrico fait une nouvelle fois partie des ambassadeurs envoyés au pape qui, cependant, refuse de les recevoir.
Enrico prend ensuite le commandement de la flotte qui amène Frédéric II en Terre sainte le 3 septembre 1228 et le ramène en Italie le 10 mai 1229 quand le pape appelle à la révolte contre l'empereur.
Entre 1229 et 1230, Enrico est chargé de la lutte contre les rebelles du royaume. Il échoue lors du siège de Gaète et doit essuyer à nouveau les reproches de l'empereur.

## Succession
La dernière mention connue de Enrico est datée de 1230. En mai 1232, son fils Niccolo est nommé comte de Malte. Il est donc probable qu'Enrico soit décédé entre 1230 et 1232.